# Indochinese wateragame
De Indochinese wateragame of groene wateragame (Physignathus cocincinus) is een bekende vertegenwoordiger van de agamen (Agamidae). Het is een erg levendige diersoort die veel in terraria wordt gehouden. 

## Naam en indeling
De wetenschappelijke naam van de soort werd voor het eerst voorgesteld door Georges Cuvier in 1829. De Indochinese wateragame is tegenwoordig de enige soort uit het monotypische geslacht Physignathus, sinds de enige andere soort, Lesueurs wateragame, tot een ander geslacht wordt gerekend.
De agame werd eerder beschreven onder de namen Lophura cuvieri en Istiurus Cochinsinensis. 

## Uiterlijke kenmerken
De staart vertoont bij volwassen dieren een gebandeerd patroon, dat bij de staartwortel overgaat in een egale, lichtgroene kleur. Drie of vier lichtere schuine strepen in de zij en de zwarte strepen van de ogen tot de nek zijn typerend voor de dieren. De mannetjes zijn van de vrouwtjes te onderscheiden door een grotere stekelkam op rug en met name nek en staartwortel, meer donkere strepen van oog naar nek, een grotere kop en een fellere buik, meestal oranjegeel in plaats van lichtgeel. Ook de femorale poriën, de poriën in de dijen, zijn bij het mannetje duidelijk groter. Net als bij veel andere hagedissen zit er 6 tot 8 mm van het einde van de nekkam een 'derde oog': een stuk huid met lichtgevoelige cellen die geen beeld kunnen vormen zoals de andere twee ogen, maar wel grove licht/donker-verschuivingen kunnen waarnemen, handig als een vijand van boven nadert, zoals een roofvogel.

## Levenswijze
De wateragame eet insecten, en andere ongewervelde dieren zoals wormen, slakken en krabben. De Indochinese wateragame leeft in tropische gebieden, in bomen en struiken en op rotsen en keien langs oevers van rivieren, en is een goede klimmer en springer. De dieren zijn erg gesteld op water; ze doen er hun behoefte in en houden van te zwemmen. Na een maaltijd wordt in het water 'gepoedeld'; de kop wordt in het water geschud, terwijl de poten langs de kop strijken. Dit dient om zich van parasieten en voedsel- en huidresten te ontdoen.

### Communicatie
Wateragamen kennen net als veel andere leguaanachtigen een vorm van communicatie die bestaat uit knikkende bewegingen met de kop en het zwaaien met de voorpoten. Het is niet met zekerheid bekend waar de morseachtige signalen voor dienen, maar waarschijnlijk zijn het waarschuwingen voor concurrentie en uitnodigende signalen voor exemplaren van het andere geslacht.

## Verspreiding en habitat

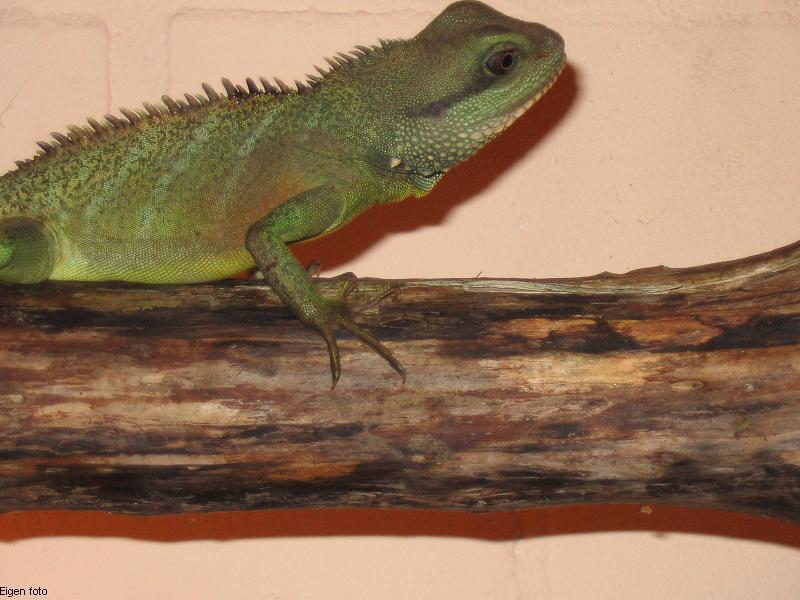
Mannetje, halfwas.

De Indochinese wateragame is een hagedis die veel van water houdt, en is daarmee onder de hagedissen een grote uitzondering. De habitat bestaat uit tropische en subtropische bossen. De agame komt voor in delen van Azië en leeft in de landen Zuid-China, Vietnam, Thailand en Cambodja. De habitat bestaat uit de oevers van stromend water en is met zijn als peddel afgeplatte staart een zeer goede zwemmer. Hij kan zelfs als een van de weinige hagedissen een tijdje onderduiken, zoals ook de zeeleguaan en de basilisken dat kunnen. Een andere bekende soort is Lesueurs wateragame (Istiurus lesueurii), die voorkomt in Australië en ongeveer 60 cm lang wordt.